# Gabriella Crespi
Gabriella Crespi (Saronno, 17 febbraio 1922 – Milano, 14 febbraio 2017) è stata una designer e scultrice italiana.
Ha prodotto nel corso della sua carriera oltre duemila pezzi. I suoi metodi di lavoro ricordano quelli delle botteghe rinascimentali, in quanto uniscono artigianalità e approccio artistico. I suoi pezzi di design sono stati apprezzati e posseduti da personaggi pubblici come King Faisal, il Shah Reza Pahlavi, Grace Kelly, George Livanos, Thomas Hoving, Audrey Hepburn, Gunter Sachs e celebrati da appassionati, nonché riviste.

## Carriera
La sua lunga carriera ha inizio negli anni '50 dopo gli studi di architettura al Politecnico di Milano quando inizia la sua attività di stilista e presenta le sue prime collezioni nella città, polo del boom economico del tempo. I suoi primi lavori sono acquistati dall'allora proprietaria di Tiffany & Co. e Bonwit Teller, Mrs. Hoving. Lo stile glamour e sontuoso che caratterizza il suo lavoro non passa inosservato alla Maison Dior, con cui collabora negli anni '60, realizzando una linea di oggetti per la casa e per il reparto regali. Il legame tra Crespi e Dior durerà per quasi vent'anni.  
Tra gli anni '70 e '80, si guada un posto d'élite tra i designer di mobili del '900 con la serie "Plurimi" (1970-1982), un’elegante serie di mobili-scultura dotati di forme che possono cambiare posizione nello spazio grazie alla loro progettazione e al successivo assemblaggio; questa collezione viene presentata per la prima volta a Dallas nel 1968. Da ricordare anche la "Linea Z" (1972-1974) e altri pezzi, come "Obelisco" (1968-1970), "Lune" (1969-1980) e "Caleidoscopio" (1970-1976). 
Gli anni '70 sono particolarmente fruttiferi per la sua carriera: progetta e produce paralumi componibili, sedie che diventano letti, librerie che si fanno pareti. Realizza sculture in bronzo usando la tecnica della cera persa, utilizza il bamboo per creare vassoi, tavoli, culle. Plasma la luna in forma di lampada d’acciaio, poi in scultura di pietra incisa, anticipando di vent’anni le pietre sonore di Pinuccio Sciola.
 

"Non potevo che scegliere il rattan e il bambù", le sue parole rivolte a chi le chiede i dettagli della sua house of the sun, "materiali a cui sono molto affezionata e che combinano forza e flessibilità, il calore dei toni pastosi e la capacità di essere attraversati dalla luce".  
Andata in pensione nel 1987, all'età di 65 anni e al culmine del successo professionale, si trasferisce nell'Himalaya dove vive per due decenni, seguendo gli insegnamenti del suo maestro spirituale Sri Munaraji. Su questa esperienza pubblica nel 2007 il libro "Ricerca di Infinito Himalaya",
Nel 2011 si è tenuta a Milano, presso Palazzo Reale, una mostra antologica del suo lavoro, intitolata "Gabriella Crespi: Il segno e lo spirito".
Nel 2015 presenta nella Rita Fancsaly Gallery "New Bronze Age", una serie di edizioni limitate delle sue opere più iconiche: "Ellisse table", "Dama table", "Yang Yin", "Z Desk", tra cui una terza versione del suo "Puzzle Table", esistente precedentemente in sole due versioni: rossa e blu, il cui piano di lavoro è costituito da tessere di vetro di Murano; pezzi unici ideati e progettati dall'architetto Franco Deboni, artista di fama internazionale per le sue creazioni in vetro. 
Nel 2016 realizza il suo ultimo lavoro “Wave Desk”, un pezzo unico.   
Dopo la sua morte nel 2019, la figlia Elisabetta ha rimesso in produzione la lampada Fungo di The Rising Sun Collection in versione originale. Le lampade a forma di fungo erano realizzate con paralumi in bambù e in plexiglas. Numerosi pezzi rieditati sono stati presentati in un'installazione alla Dimore Gallery durante la Milano Design Week del 2019, tra cui i tavoli in ottone dal nome Tavolo Scultura, le lampade Fungo in plexiglass, i tavoli Cubo Tondo, un tavolo Eclipse e una lampada da parete Scudo. L'installazione milanese presentava i mobili circondati da sabbia rosa e marrone chiaro. 

## Società Gabriella Crespi
Nell'aprile del 2012 viene creata una S.r.l, la "Gabriella Crespi S.r.l." con lo scopo di promuovere e diffondere le creazioni dell’artista-designer.  Per volere della stessa artista, e a causa di una vasta circolazione di opere contraffatte, è nato in seno alla Società un archivio delle sue opere, denominato “Archivio Gabriella Crespi” (l’“Archivio”), sotto la direzione della figlia, a capo della produzione dal 1970 e responsabile della catalogazione di gran parte delle creazioni disegnate dalla madre a partire dalla metà degli anni ’50.
In occasione del centenario della nascita, l’Archivio Crespi ha donato al Museo Nazionale dell’Automobile di Torino la Ford station wagon che la designer era solita guidare. La caricava sempre di progetti, mock-up, campioni e prototipi da mostrare ai suoi artigiani. Da qui l’idea di realizzare l’installazione Luxury in the Trunk nel Museo torinese, con l’auto in posizione centrale e una selezione di opere rappresentative.
House of the Rising Sun è un altro omaggio a lei dedicato durante la settimana della moda milanese del 2022. A volerlo, tra le meravigliose stanza di Villa Mozart, è Serapian Milano, la storica maison di alta pelletteria che celebra il fare e il pensare della designer di Saronno a cent'anni della sua nascita. L'allestimento progettato dallo studio Cameranesi Pompili apre un dialogo tra moda e design.